# 魚住景固
魚住 景固（うおずみ かげかた）は、戦国時代から安土桃山時代にかけての武将。朝倉氏、後に織田氏の家臣。魚住景貞は曽祖父。

## 略歴
魚住氏は播磨国赤松氏の庶流。赤松氏の被官であったが景固の曾祖父・景貞の代に越前国の朝倉氏に仕えた。
享禄元年（1528年）、魚住景栄の子として誕生。はじめ朝倉義景に仕え、奉行人として活躍。永禄11年1568年）、足利義昭が饗応された際に「年寄衆」で「辻固ノ人数」に入っている。（朝倉義景亭御成記）また元亀2年（1571年）5月26日に河合吉統・小泉吉道と共に剣神社に年貢の進納を命じている（剣神社文書）のを初めとして一乗谷奉行人としての活躍が見られる。記録によれば堀江景忠・景実父子の反乱鎮圧や、織田信長との戦いに参陣している。しかし、義景の最後の近江出陣では兵の疲労を理由に出陣を拒み、天正元年（1573年）、朝倉氏が滅亡寸前になると信長に降伏し、嫡男・彦三郎を人質に出し、織田軍へ越前領内の道案内をするなどして、所領を安堵されている。
天正2年（1574年）、越前において富田長繁が一揆を起こして桂田長俊を滅ぼす事件が起きた。そして、同1月14日に長繁によって景固は次男・彦四郎と共に朝食の席に龍門寺城へと招かれたが、謀られ暗殺された。その翌日には嫡男・彦三郎も討ち取られ、魚住家は滅亡した。なお、長繁は敵対していなかった魚住氏を何の理由づけもせず滅ぼしたため、配下の一揆衆から見限られ後に討たれることとなる。

## 関連作品
- 赤神諒『酔象の流儀　朝倉盛衰記』（講談社、2018年12月18日）ISBN 978-4-06-514035-2